# Tábata Jalil
Tabata Concepción Jalil Fernández (Ciudad de México, 3 de junio de 1979), conocida simplemente como Tábata Jalil, es una actriz, presentadora de televisión y reportera mexicana. Es conocida por programas como El Empujón y Venga la Alegría de TV Azteca. Actualmente lleva más de  quince años  y es una de las principales conductoras  del programa venga la alegría, durante estos años ininterrumpidos compartiendo diariamente contenido de investigación y entretenimiento en el programa de televisión Venga la Alegría.

## Carrera
Tabata Jalil empezó su carrera en los medios en 1998 con TV Azteca, como reportera en el programa de periodismo social "A quien corresponda", producida por Jorge Garralda. Se volvió más popular por sus magníficos reportajes especiales en programas matutinos. Ella ha colaborado en programas tales como "Asignación Especial" y ha aparecido en comerciales de televisión, llegando a ser llamada una de las más hermosas y sexys personalidades de la televisión en TV Azteca e incluso en México.
Fue parte del programa de noticias El empujón" y "actualmente continúa en Venga la alegría" como presentadora de los programas matutinos desde hace 15 años.
En 2011, Jalil apareció en bikini para una sesión fotográfica en la playa de Los Cabos para la Revista H para Hombres.
Colabora con organizaciones como Aquí Nadie se Rinde y Dr. Sonrisas.

## Vida personal
Nació en la Ciudad de México, algunos años de su vida la pasó en España, pero cuando regresó a México empezó a estudiar Ciencias de la Comunicación en la Facultad de Ciencias Políticas y Sociales de la UNAM.
Ella fue gimnasta por 15 años, eso se nota en su amor por los deportes extremos y trabajo social. Ella se describe a sí misma como hiperactiva y una adicta al trabajo, así como dice que ama los deportes extremos como surf, esquí, escalada en roca, ya que con eso saca su adrenalina. 
Es notable su compromiso con las causas sociales, ya que se le relaciona con otros activistas como RWR Rockwell Road, donde juntos han podido llevar conferencias en valores a jóvenes de toda la república.